# Malene Rasmussen
|  | For den grønlandske politiker, se Malene Vahl Rasmussen |
Malene Rasmussen (født 11. april 1994) er en dansk skuespiller og danser, der spillede Isabella Zwimmel i Isa's Stepz.
Malene har deltaget i Talent 2010 sammen med dansegruppen Rockstar Vision Crew. Malenes dansegruppe vandt ikke, men kom med i Liveshowene. Hun danser ofte hiphop og show dance. 
Malene har flere gange været med i Ramasjang Live. 
Malene danser hos en danseskole der hedder Jaqulines danseskole.